# Predappio-Roma 1932
La Predappio-Roma 1932, conosciuta anche come Coppa del Duce 1932, quinta edizione della corsa, si svolse il 24 settembre 1932 su un percorso totale di 485 km. La vittoria fu appannaggio dell'italiano Learco Guerra, che completò il percorso in 18h04'00", precedendo i connazionali Luigi Giacobbe e Aleardo Simoni.
I corridori che tagliarono il traguardo di Roma furono 20.

## Ordine d'arrivo (Top 10)
| Pos. | Corridore         | Squadra           | Tempo     |
| ---- | ----------------- | ----------------- | --------- |
| 1    | Learco Guerra     | Maino             | 18h04'00" |
| 2    | Luigi Giacobbe    | Maino             | a 6'40"   |
| 3    | Aleardo Simoni    | -                 | a 17'15"  |
| 4    | Renato Scorticati | Olympia           | s.t.      |
| 5    | Giovanni Firpo    | Gloria            | s.t.      |
| 6    | Giuseppe Pancera  | -                 | s.t.      |
| 7    | Carlo Moretti     | Bestetti          | s.t.      |
| 8    | Francesco Bonino  | -                 | a 20'45"  |
| 9    | Aldo Canazza      | Wolsit-Hutchinson | a 24'00"  |
| 10   | Pietro Fossati    | Maino             | s.t.      |